# 888 (EP)
888 er en EP af den danske musiker Kesi, der er den 4. i rækken af større udgivelser. 888 er udgivet via disco:wax.
Med 888 udgav Kesi sit første samlede værk i fire år siden Barn af byen fra 2015.

## Spor
| 1.    | "Vågn Op" (featuring Don Stefano)     | 3:03 |
| 2.    | "Ik Sådan Der" (featuring Benny Jamz) | 3:02 |
| 3.    | "BDK" (featuring Gilli)               | 2:53 |
| 4.    | "Ung & Dum"                           | 3:31 |
| 5.    | "Hele Vejen" (featuring Gilli)        | 3:25 |
| 6.    | "1 Nat"                               | 3:27 |
| 19:24 |                                       |      |

## Hitlister

### Ugentlige hitlister
| Hitliste (2019)        | Højeste placering |
| ---------------------- | ----------------- |
| Danmark (Album Top 40) | 2                 |